# Uniforme

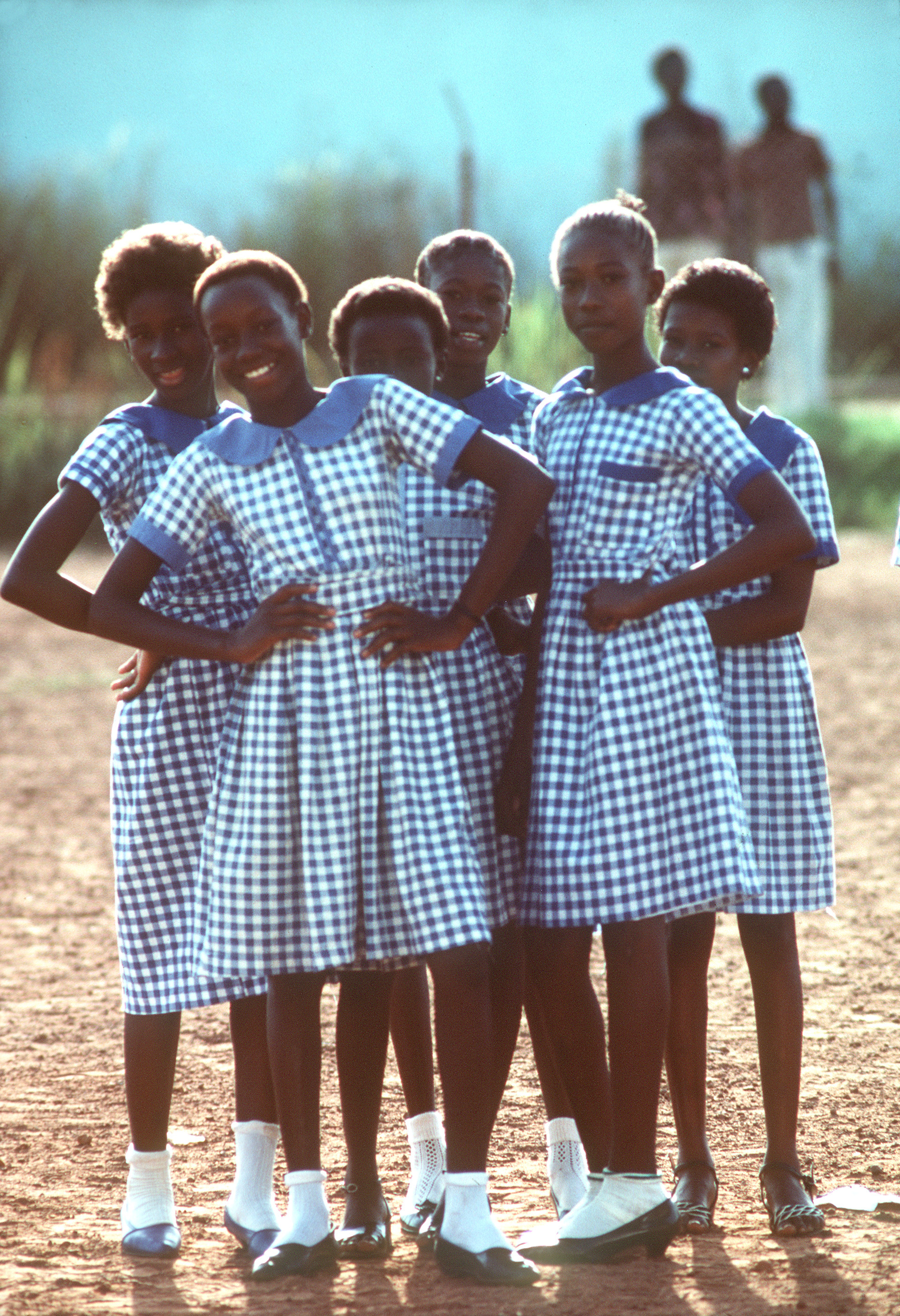
Jeunes filles en uniforme scolaire en Gambie en 1984.

L'uniforme  est un habit réglementaire, que tous les membres d'un groupe doivent porter selon des règles précises. C'est une tradition qui vient de l'Empire romain.

## Différents types d'uniformes
- Uniforme militaire : c'est l'habit du militaire.  Il est confectionné selon le tissu, la forme et la couleur.[pas clair] Son caractère militaire et national est affirmé par des attributs et insignes nettement définis.
- Uniformes scolaires : 
  - tenues d'élèves (écoliers, lycéens, étudiants, etc.) ;
  - tenues d'enseignants (robes universitaires).
- Uniformes professionnels non utilitaires (distinctifs) : 
  - uniformes de police ;
  - uniforme du corps préfectoral ;
  - uniforme du corps diplomatique ;
  - uniforme du training, dans le peuples slaves ;
  - uniformes du personnel navigant des compagnies aériennes et compagnies ferroviaires ;
  - uniforme des militaires.
- Uniformes professionnels utilitaires : 
  - uniforme des infirmiers ;
  - tablier de boucher…

## Homonymie
- Dans l'alphabet radio, Uniform est la lettre U.
- Mathématiques :
  - un nombre uniforme est un entier naturel formé par la répétition d'un seul chiffre ;
  - l'espace uniforme est une généralisation de la notion d'espace métrique. Une structure uniforme est une structure qui permet de définir la continuité uniforme ;
  - en probabilités et statistique, la loi uniforme (discrète ou continue) représentation une équirépartition de valeurs ou d'intervalles.
- Physique et chimie :
  - une grandeur intensive est uniforme si sa valeur est la même partout.